# 平溪庄
平溪庄（日语：／ Heikei shō）為臺灣日治時期1920年10月至1945年10月間存在之行政區，原屬臺北州七星郡，1932年（昭和七年）2月1日改隸屬臺北州基隆郡。今新北市平溪區。

## 大事記
- 1920年，台北炭礦株式會社改名為臺陽礦業株式會社
- 1921年7月，臺陽礦業株式會社石底線全線完工，為運煤專用鐵路，總工程費用約230萬圓[1]。
- 1921年，暖暖公學校平溪分校獨立為平溪公學校。暖暖公學校十分寮分校改隸於平溪公學校。
- 1922年，重安宮重修。益隆煤礦開採。
- 1923年，平溪公學校十分寮分校獨立為十分寮公學校。
- 1926年，永昌煤礦開採。
- 1929年10月1日，台灣總督府鐵道部以150萬圓收購石底線改為官營，定名為平溪線。
- 1932年2月1日，改隸屬臺北州基隆郡
- 1934年，平溪庄信用購買販賣利用組合成立。
- 1936年，裕隆煤礦開採。
- 1937年，石底煤礦開採。
- 1938年，瑞芳尋常小學校平溪分教場獨立為平溪尋常小學校。
- 1940年，汐止至菁桐的輸送33000伏特的輸電線路完工。
- 1941年，設立平溪郵便局。
- 1943年，台灣總督府頒布〈農業會令〉，平溪庄信用購買販賣利用組合與其他農蓄產組織合併為平溪庄農會。

## 經濟發展
平溪庄在1936年的茶葉種植面積達6,400,000甲，產量達95,000斤，價值24,397圓。當時的北部茶商到平溪收購茶青，再至汐止、暖暖、石碇轉賣，或是茶農自行翻山至坪林轉賣。

## 行政區劃
平溪庄在清治時期及日治時期初期屬石碇堡的庄，在1896年3月隸屬「臺北縣基隆支廳」，在1897年7月1日隸屬「水返腳辨務署」。1900年9月16日，水返腳辨務署被併入「基隆辨務署」。1901年11月11日，臺灣的行政區劃改為二十廳，平溪地區隸屬「基隆廳水返腳支廳」。1903年11月1日，基隆廳實施街庄整併，平溪地區被整併為以下2個庄，並被劃分為第22、23區。
- 石碇堡：石底、什份藔庄[3]

1905年7月1日，平溪地區改劃分為什份藔區、石底區。1909年10月25日，基隆廳被併入臺北廳，平溪地區隸屬「水返腳支廳」。1912年9月21日，石底區改為「平溪區」。1920年10月1日，原堡里之行政區廢除，街庄改為大字；平溪區、什分藔區合併為臺北州七星郡「平溪庄」，轄域內分為石底、十分寮等2個大字。
- 石底大字下有「石底」、「嶺脚寮」、「石笋尖」、「平溪子」、「柴橋坑」、「冬瓜寮坑」、「白石脚」、「菁桐坑」、「薯榔寮」、「東勢格」、「竿蓁林」、「竿蓁坑」、「番子坑」、「火燒寮」小字名
- 十分寮大字下有「新寮」、「伍分寮」、「六分」、「幼坑」、「頂寮子」、「月桃寮」、「十分寮」、「石灼坑」、「望古坑」、「大湖」、「平溪子」、「乾坑」、「粗坑」、「南山坪」、「番子坑」、「石硿子」小字名[3]

1932年2月1日，平溪庄由七星郡改隸「基隆郡」。二戰後，平溪庄在1946年1月16日改為臺北縣基隆區平溪鄉。1950年8月，縣轄區廢止，平溪鄉直接隸屬臺北縣。
| 原街庄 | 1903年 | 1912年   | 1912年   | 1920年-1945年 | 1920年-1945年 | 2010年- |
| 原街庄 | 區     | 區       | 街庄     | 街庄          | 大字          | 區      |
| --- | ------ | -------- | -------- | ------------- | ------------- | ------- |
| 望古坑庄、頂藔仔庄、粗坑庄、石灼坑庄、乾坑庄、平溪仔庄、幼坑庄、南山坪庄、六份庄、五份庄、新藔庄、石硿仔庄、大湖庄、番仔坑庄、什份藔庄、月桃藔庄 | 第22區 | 什份藔區 | 什份藔庄 | 平溪庄        | 十分寮        | 平溪區  |
| 東勢格庄、嶺腳藔庄、石筍尖庄、番仔坑庄、冬瓜藔坑庄、芋蓁坑庄、火燒藔庄、石底庄、白石腳庄、菁桐坑庄、平溪仔庄、柴橋坑庄、芋蓁林庄、薯榔藔庄       | 第23區 | 平溪區   | 石底庄   | 平溪庄        | 石底          | 平溪區  |

## 庄長
| 姓名         | 任期                  | 出身     | 備註                         |
| ------------ | --------------------- | -------- | ---------------------------- |
| 潘炳燭       | 1920年10月至1925年3月 | 台北州   | 原任平溪區長                 |
| 黃聖波       | 1925年4月至1927年5月  | 台北州   | 曾任平溪區書記、基隆公學校雇 |
| 余逢時       | 1927年5月至1927年12月 | 台北州   |                              |
| 下野儀右衛門 | 1928年5月至1930年11月 | 鹿兒島縣 | 曾任新高郡役所警察課警部     |
| 渡邊源作     | 1930年11月至1939年    | 山梨縣   | 任期間由七星郡改隸基隆郡     |
| 平野義助     | 1939年至1942年        | 大阪府   | 後任中和庄長                 |
| 下地徹       | 1942年至1945年11月1日 | 沖繩縣   |                              |

## 第1屆平溪庄議員名單
- 民選：胡萬合、蔡炳灯、黃木、朱木、郭烏落
- 官選：春山元維、政野敏彥、胡朝金、胡榮璋、潘啟銘

## 人口
| 大字別 | 內地人 | 台灣人 | 中華民國人 | 小計(人) |
| ------ | ------ | ------ | ---------- | -------- |
| 石底   | 162    | 5,997  | 110        | 6,269    |
| 十分寮 | 22     | 3,687  | 13         | 3,722    |
| 小計   | 184    | 9,684  | 123        | 9,991    |

## 設施

### 官公署
- 平溪庄役場：1920年10月成立，是沿用原本的石底區長役場建築物，1924年10月21日轉移至位於平溪子105番地的新役場[9]，戰後繼續沿用為平溪鄉公所，後經改建現已不存。
- 平溪郵便局
- 臺陽礦業株式會社石底線→台鐵平溪線
  - 菁桐坑驛（菁桐車站）
  - 石底驛（平溪車站）
  - 嶺腳寮驛（嶺腳車站）
  - 十分寮驛（十分車站）

### 學校
- 瑞芳尋常小學校平溪分教場→平溪尋常小學校→平溪國民學校（1934年12月開校，今 菁桐國小）
- 暖暖公學校平溪分校→平溪公學校→平溪東國民學校（今 平溪國小）
- 平溪公學校東勢格分教場→平溪東國民學校東勢格分教場（平溪國小東勢分班，已廢校）
- 暖暖公學校十分寮分校→平溪公學校十分寮分校→十分寮公學校→十分寮國民學校（今 十分國小）

### 其他
- 平溪信用組合（今 平溪區農會）
- 平溪庄教化聯合會
- 平溪庄畜產組合
- 平溪庄業佃會
- 平溪庄平櫻會
- 平溪庄勢振興助成會[9]